# Municipio de Old Town (Carolina del Norte)
El municipio de Old Town (en inglés: Old Town Township) es un municipio ubicado en el  condado de Forsyth en el estado estadounidense de Carolina del Norte. En el año 2000 tenía una población de 176 habitantes.

## Geografía
El municipio de Old Town se encuentra ubicado en las coordenadas 36°10′30.22″N 80°20′13.96″O / 36.1750611, -80.3372111.